# Pyronemataceae
Pyronemataceae é uma família de fungos da ordem Pezizales. É a maior das famílias de Pezizales, abrangendo 75 géneros e aproximadamente 500 espécies. Análises filogenéticas não apoiam a anterior classificação desta família, e sugerem que esta família não é monofilética com a sua circunscrição actual.

## Morfologia
Os membros desta família são diversos quanto à forma do ascoma ou do cleistotécio. Taxa individuais podem ser sésseis (sem estipe), ou com apotécios epígeos de estipe curto, com forma de taça, discoides, pulvinados (em forma de almofada), ou turbinados. Outros taxa podem ser hipógeos ou sub-hipógeos, com ascomas fechados, dobrados ou sólidos. Os apotécios podem ter dimensões que variam desde 1 mm até os 12 cm de diâmetro, e podem ter cores vivas devidas a pigmentos carotenoides. Os géneros de Pyronemataceae carecem de características unificadoras macroscópicas ou microscópicas; esta falta de caracteres unificadores leva vários autores a propor uma variedade de esquemas de classificação.

## Géneros
Esta é uma lista de géneros da família Pyronemataceae. O nome do género é seguido do nome do autor de nome científico, ano de publicação, e número de espécies.
- Acervus Kanouse (1938) – 9 spp.
- Aleuria Fuckel (1870) – ca. 10 spp.
- Aleurina Massee (1898) – ca. 10 spp.
- Anthracobia Boud. (1885) – ca. 10 spp.
- Aparaphysaria Speg. (1922) – 2 spp.
- Arpinia Berthet (1974) – 4 spp.
- Ascocalathium Eidam ex J.Schröt. (1893) – 1 sp.
- Ascosparassis Kobayasi (1960) – 1 sp.
- Aurantiolachnea Van Vooren (2021) – 1 sp.
- Boubovia Svrček (1977) – 7 spp.
- Byssonectria P.Karst. (1881) – 7 spp.
- Boudierella Sacc. (1895) – 1 sp.
- Chaetothiersia B.A.Perry & Pfister (2008)[8] – 1 sp.
- Chalazion Dissing & Sivertsen (1975) – 3 spp.
- Cheilymenia Boud. (1885) – 67 spp.
- Cupulina Dougoud, Van Vooren & M.Vega (2015) – 2 spp.
- Dictyocoprotus J.C.Krug & R.S.Khan (1991) – 1 sp.
- Eoaleurina Korf & W.Y.Zhuang (1986) – 1 sp.
- Galeoscypha Svrček & J.Moravec (1989) – 1 sp.
- Genabea Tul. & C.Tul. (1844) – 5 spp.
- Genea Vittad. (1831) – ca. 40 spp.
- Geneosperma Rifai (1968) – 2 spp.
- Geopora Harkn. (1885) – ca. 20 spp.
- Geopyxis (Pers.) Sacc. (1889) –
- Gilkeya M.E.Sm., Trappe & Rizzo (2007) – 1 sp.
- Hiemsia Svrček (1969) – 2 spp.
- Hoffmannoscypha[9] Stielow, Göker & Klenk (2012) – 1 sp.
- Humaria Fuckel (1870) – ca. 10 spp.
- Hydnocystis Tul. & C.Tul. (1844) – 7 spp.
- Hypotarzetta Donadini (1985) – 1 spp.
- Jafnea Korf (1960) – 2 spp.
- Lamprospora De Not. (1863) – ca. 50 spp.
- Lasiobolidium Malloch & Cain (1971) – 13
- Lasiocupulina Van Vooren & M.Vega (2018) – 1 sp.
- Lathraeodiscus Dissing & Sivertsen (1989) – 1 sp.
- Lazuardia Rifai (1988) – 1 sp.
- Leucoscypha Boud. (1885) – 10 spp.
- Lotinia Pérez-Butrón Fern.-Vic. & P.Alvarado (2015) – 1 sp.
- Luciotrichus R.Galán & Raitv. (1995) – 1 sp.
- Melastiza Boud. (1885) – ca. 10 spp.
- Micronematobotrys[10] Xiang Sun & L.D.Guo (2010) – 1 sp.
- Miladina Svrček (1972) – 1 sp.
- Monascella Guarro & Arx (1986) – 1 sp.
- Moravecia Benkert, Caillet & Moyne (1987) – 2 spp.
- Mycogalopsis Gjurašin (1925) – 1 sp.
- Neottiella (Cooke) Sacc. (1889) – ca. 5 spp.
- Nothojafnea Rifai (1968) – 2 spp.
- Octospora Hedw. (1789) – ca. 50 spp.
- Octosporella Döbbeler (1980) – 16 spp.
- Orbicula Cooke (1871) – 2 spp.
- Otidea (Pers.) Bonord. (1851) – ca. 52 spp.
- Oviascoma Y.J.Yao & Spooner (1996) – 1 sp.
- Parascutellinia Svrček (1975) – 6 spp.
- Paratricharina Van Vooren, U.Lindemann, M.Vega, Ribes, Illescas & Matočec (2015) – 1 sp.
- Paratrichophaea Trigaux (1985) – 5 spp.
- Parawilcoxina Van Vooren (2021) – 1 sp.
- Paurocotylis Berk. (1855) – 8 spp.
- Perilachnea Van Vooren (2021) – 6 spp.
- Petchiomyces E.Fisch. & Mattir. (1938) – 1 sp.
- Picoa Vittad. (1831) – 2 spp.
- Planamyces Crous & Decock (2017) – 1 sp.
- Pseudaleuria Lusk (1987) – 2 spp.
- Pseudotricharina Van Vooren, Tello & M.Vega (2019) – 3 spp.
- Pulvinula Boud. (1885) – 26 spp.
- Pyronema Carus (1834) – 3 spp.
- Pyropyxis Egger (1984) – 1 sp.
- Ramsbottomia W.D.Buckley (1923) – 3 spp.
- Rhizoblepharia Rifai (1968) – 2 spp.
- Rhodoscypha Dissing & Sivertsen (1983) – 1 sp.
- Rhodotarzetta Dissing & Sivertsen (1983) – 2 spp.
- Scutellinia (Cooke) Lambotte (1887) – 70 spp.
- Selenaspora R.Heim & Le Gal (1936) – 1 sp.
- Sepultariella Van Vooren, U.Lindemmann & Healy (2017) – 2 spp.
- Smardaea Svrček (1969) – 9 spp.
- Smarodsia Raitv. & Vimba (2006) – 1 sp.
- Sowerbyella Nannf. (1938) – 17 spp.
- Sphaerosoma Klotzsch (1839) – 11 spp.
- Sphaerosporella (Svrček) Svrček & Kubička (1961) – 3 spp.
- Spooneromyces T.Schumach. & J.Moravec (1989) – 5 spp.
- Tricharina Eckblad (1968) – 12 spp.
- Trichophaea Boud. (1885) – 26 spp.
- Trichophaeopsis Korf & Erb (1972) – 4 spp.
- Wenyingia Zheng Wang & Pfister (2001) – 1 sp.
- Wilcoxina Chin S.Yang & Korf (1985) – 5 spp.